# Muyelensaurus
Muyelensaurus ist eine Gattung sauropoder Dinosaurier aus der Gruppe der Titanosauria, die in der Oberkreide (spätes Turonium) Südamerikas lebte. Wie alle Sauropoden war Muyelensaurus ein großer, quadrupeder (vierfüßiger) Pflanzenfresser mit langem Hals und Schwanz. 
Bisher sind Überreste von vier erwachsenen und einem juvenilen Individuum bekannt, die alle am gleichen Fundort in der argentinischen Provinz Neuquén entdeckt wurden. Die einzige Art, Muyelensaurus pecheni, wurde 2007 von Calvo et al. erstbeschrieben. Die Erstautoren deuten Rinconsaurus als den nächsten bekannten Verwandten von Muyelensaurus und stellen eine neue Gruppe auf, die Rinconsauria, um die Ähnlichkeiten der beiden Gattungen zu unterstreichen.

## Merkmale
Wie Rinconsaurus war auch Muyelensaurus ein mittelgroßer, recht schlank gebauter Titanosaurier. Unterscheidungsmerkmale (Autapomorphien) finden sich besonders in den Schädelknochen und den Wirbeln, außerdem war das untere Ende des Schambeins rechteckig geformt und dick.

## Fund und Namensgebung
Die Fossilien stammen aus der Loma del Lindero-Fundstelle, die 10 km westlich von Rincón de los Sauces in der Nähe des Río Colorado liegt. Die Ausgrabungen an dieser Fundstelle liefen von 1998 bis 2001 und standen unter der Leitung des argentinischen Paläontologen Jorge Calvo, welcher auch der erste Autor der wissenschaftlichen Veröffentlichung ist. Insgesamt konnten etwa 300 Knochen von Titanosauriern geborgen werden, daneben fanden sich Überreste von Theropoden und eine fossile Schildkröte. 
Die fluvialen Ablagerungen, aus denen die Fossilien stammen, gehören zur Portezuelo-Formation, welche zur Basis der Río-Neuquén-Subgroup (Neuquén-Gruppe) zählt – damit lassen sich die Funde auf das Turonium bis frühe Coniacium datieren. Die Muyelensaurus-Fossilien schließen Hals-, Rücken-, Sacral- und Schwanzwirbel mit ein, außerdem Arm- und Beinknochen, Schulterblatt, Beckenknochen sowie Schädelknochen (unvollständiger Hirnschädel (Neurocranium) und Prämaxillare mit Zähnen). Im Gebiet um Rincón de los Sauces wurde des Weiteren Rinconsaurus caudamirus entdeckt, zusammen mit dem Crocodyliformen Pehuenchesuchus enderi. Weitere Funde aus diesem Gebiet wurden geborgen, aber noch nicht beschrieben.
Der Name Muyelensaurus leitet sich aus den Wörtern sauros (gr.) – „Echse“ und Muyelen ab, einer der Namen für den Río Colorado aus der Sprache der Mapuche, einem südamerikanischen Indianerstamm. Das Artepitheth pecheni ehrt Ana María Pechen von der National University of Comahue, welche die Dinosaurierforschung in Neuquén unterstützte.